# Киселівка (Красненський район)
Киселівка (рос. Киселёвка) — село у Красненському районі Бєлгородської області Російської Федерації.
Населення становить 49 осіб. Входить до складу муніципального утворення Красненське сільське поселення.

## Історія
Населений пункт розташований у східній частині української суцільної етнічної території — східній Слобожанщині.
Згідно із законом від 20 грудня 2004 року № 159 від 20 грудня 2004 року органом місцевого самоврядування було Красненське сільське поселення.

## Населення
1. Н/Д[2]

1. Н/Д[3]